# Колымское нагорье
Колы́мское наго́рье — нагорье в России, на территории Северо-Восточной Сибири, большей частью в пределах территории Магаданской области.
От хребта Сунтар-Хаята простирается на 1,3 тыс. км на восток и северо-восток до долины реки Малый Анюй и к истокам реки Анадырь, отделяя бассейн реки Колыма от рек бассейна Тихого океана. Максимальная высота — 1962 м (в Омсукчанском хребте).
Состоит из плато, среднегорных хребтов и массивов, разделённых тектоническими впадинами.
Западная часть нагорья сложена главным образом алевролитами и песчаниками, восточная — эффузивными отложениями. Многочисленные гранитные интрузии обусловили масштабное оруденение золотом, оловом и редкоземельными металлами. Во впадинах присутствуют месторождения каменного и бурого угля. Нагорье богато термальными источниками.
Долины и склоны до высот 500 м покрыты лиственничными редколесьями, на склонах выше 500 м сменяющимися кустарниковой и мохово-лишайниковой горной тундрой.
Реки
На нагорье истоки таких рек:
Запятая, Парень, Кедон, Делонде, Апкиткич, Бурлакич, Чира, Анго, Сборная, Стрела, Верхний Коаргычан, Докумичная, Крестик, Большая Авландя, Большой Эльгенчен, Малый Эльгенчен, Бебекан, Кегали, Обрыв, Таскан, Дукча, Армань, Малкачан, Сугой, Балыгычан, Олой.